# Ченильо, Мариана
Мариана Ченильо (исп. Mariana Chenillo, род. 29 апреля 1977 года, Мехико, Мексика) — мексиканский кинорежиссёр, сценарист и кинопродюсер.

## Биография
Мариана Ченильо родилась в 1977 году в столице Мексики Мехико. В 1995 году поступила в Центр кинематографической подготовки (Мехико) на отделение режиссуры. При поддержке упомянутой институции поставила несколько короткометражных фильмов — «Одним словом» (2003) и «Море внутри» (2004, не путать с одноимённой драмой режиссёра Алехандро Аменабара). В 2008 году на экраны вышел дебютный полнометражный фильм Марианы Ченильо «Пять дней без Норы», который завоевал более десяти кинонаград по всему миру, в том числе Приз «Серебряный Георгий» за лучшую режиссёрскую работу на 31-м Московском международном кинофестивале.

## Фильмография
- 2003 — короткометражный фильм «Одним словом» (исп. En pocas palabras) — режиссёр, сценарист, продюсер
- 2004 — короткометражный фильм «Море внутри» (исп. Mar adentro) — режиссёр, сценарист, продюсер
- 2008 — полнометражный фильм «Пять дней без Норы» (исп. Cinco días sin Nora) — режиссёр, сценарист, продюсер